# Vrije zone Triëst
De vrije zone Triëst (Italiaans: Territorio Libero di Trieste, Sloveens: Svobodno Tržaško Ozemlje, Kroatisch: Slobodna Teritorija Trsta) was een stadstaat, destijds gesitueerd tussen het communistisch Joegoslavië en de republiek Italië. Deze zone omvatte het noorden van Istrië vanaf de rivier de Mirna, het gebied gelegen tussen de Sloveense Karst en de Adriatische Zee alsmede het zuidelijke deel van de West-Sloveense regio Primorska (Duits: Küstenland). Het gebied werd in zone A (Triëst) en zone B (rond Koper in het zuiden) gesplitst. Uiteindelijk werd zone A Italiaans en zone B Joegoslavisch.
De vrije zone werd in 1947 geschapen om een oplossing te vinden voor de Italiaanse en Joegoslavische aanspraken op de stad, die van strategisch belang was voor de handel in Centraal-Europa. De vrije zone bleek echter onbestuurbaar en ze werd dan ook in 1954 in het verdrag van Londen tussen de twee buurlanden verdeeld. Dit werd in 1975 bevestigd in de verdragen van Osimo die in 1977 in werking traden. Deze waren echter slechts bilateraal van kracht tussen Italië en Joegoslavië.

## Geschiedenis

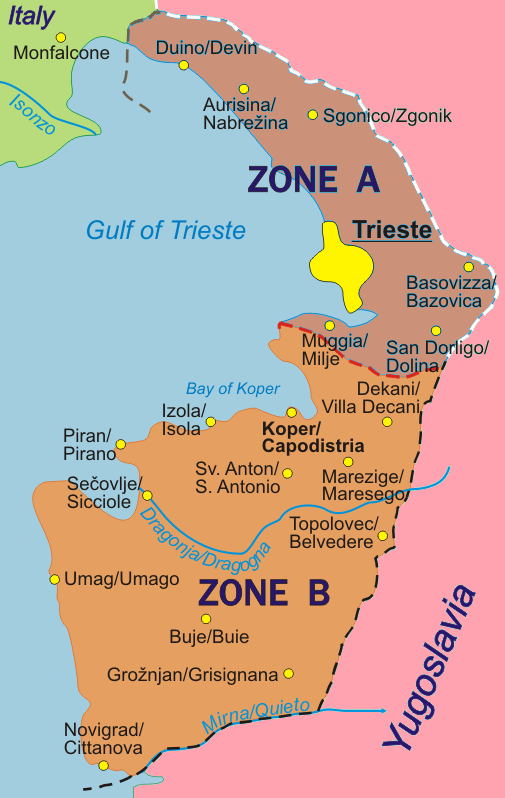
Verdeling in zones

Na de Eerste Wereldoorlog annexeerde Italië de stad Triëst, Istrië en gebieden in het westen van het hedendaagse Slovenië. Deze gebieden waren Oostenrijks bezit, maar Italië had deze gebieden in het Pact van Londen (1915) beloofd gekregen als het aan de geallieerde zijde zou meevechten. De bevolking in het stadscentrum van Triëst was voornamelijk Italiaans, terwijl de bevolking in de overige stadswijken overwegend uit Slovenen bestond. Het overige gebied van de vrije zone Triëst werd voornamelijk bewoond door Slovenen en Kroaten. Tijdens de jaren twintig leden de Slavische volkeren onder het fascistische regime dat in Italië aan de macht was gekomen. Vele Kroaten en Slovenen vluchtten naar Joegoslavië, terwijl anderen zich bij de verzetsorganisatie TIGR aansloten.
In de Tweede Wereldoorlog vocht Italië aan de zijde van de asmogendheden. Het fascistische regime verdween in 1943 en Italië capituleerde. Slovenië en Kroatië annexeerden het gebied, maar het gebied bleef bezet door de Duitse Wehrmacht. Op 1 mei 1945 veroverden Joegoslavische en Sloveense eenheden de stad, terwijl de volgende dag ook troepen uit Nieuw-Zeeland arriveerden. De Duitse eenheden gaven zich toen over aan de Nieuw-Zeelanders. Dit zorgde voor spanningen tussen Joegoslavië (gesteund door de Sovjet-Unie) en de geallieerden om wie het gebied zou mogen besturen. De Joegoslaven introduceerden vrij snel de munteenheid Jugolira in hun gebied (1945).
Op 7 februari 1947 werd een vredesakkoord getekend met Italië zonder het grensverloop tussen Italië en Joegoslavië definitief vast te leggen; in dit verdrag werd de oprichting van de later te creëren vrije zone Triëst vastgelegd. In resolutie 16 van de VN-Veiligheidsraad werd deze oprichting goedgekeurd. Het gebied werd verdeeld in twee zones: zone A en zone B. Zone B was de grootste van de twee zones en werd bestuurd door het Joegoslavische leger. Zone A was kleiner dan zone B maar bevatte wel de stad Triëst en had meer inwoners. Zone A werd bestuurd door Amerikaanse en Britse strijdkrachten. Hierdoor functioneerde de vrije zone Triëst nooit als een echte onafhankelijke staat. Toch werd de formele status van het land gerespecteerd en werd er een eigen munteenheid ingesteld. In 1954 werd het bestuur over zone A overgedragen aan Italië, terwijl zone B bij Joegoslavië werd gevoegd. 
Dit gebied omvatte het noorden van Istrië vanaf de rivier de Mirna, het gebied gelegen tussen de Sloveense Karst en de Adriatische Zee. Hoewel het vrije gebied een eigen munteenheid, postzegels e.d. bezat, heeft het nooit werkelijk als onafhankelijke bestuurlijke eenheid bestaan. Het werd in de zone A (de stad Triëst en omringende dorpen) en de zone B (noordelijk Istrië) gesplitst. In zone A ontstond, met name door een opeenhoping van vluchtelingen, een heftig anti-Joegoslavische stemming. In zone B mochten Joegoslavische autoriteiten het gezag voorlopig waarnemen, maar in feite schakelden zij het bestuur gelijk met dat in overig Joegoslavië. In deze patstelling werd in 1954 besloten om zone A aan Italië, en zone B aan Joegoslavië toe te wijzen, maar de uiteindelijke bezegeling van deze opdeling vond pas in 1975 plaats in de Verdragen van Osimo. In 1955 en 1956 verlieten meer dan 20.000 inwoners van zone B, de helft van de bevolking aldaar, hun woonplaatsen en vertrokken ook zij naar Triëst. Tussen 1945 en 1990 was Triëst een door strenge grensbewaking omgeven strook, omgeven door Joegoslavisch gebied, en alleen noordwaarts via een smalle kuststrook verbonden met de rest van Italië.
Zoals enkele tienduizenden Slovenen en Kroaten sinds de Italiaanse inlijving van de provincie Küstenland en de stad Triëst in 1918 naar Joegoslavië trokken, zo trokken tussen 1944 en 1957 ongeveer 200.000 Italianen uit Istrië en Dalmatië naar Italië. Reden hiervoor was de afkeer van het nieuwe communistische Joegoslavische regime. En daarnaast de angst voor represailles van dit regime tegen degenen die tussen 1919 en 1945 hadden meegewerkt aan de italianiseringsrepressie, en dat waren om te beginnen alle voor 1945 werkzame ambtenaren en gerechtelijke en politiefunctionarissen, en het gehele onderwijzend personeel. Circa 30.000 Italianen bleven uiteindelijk in de Joegoslavisch geworden gebieden.
In 1977 werd de vrije zone formeel opgeheven waarna het gebied definitief werd verdeeld tussen Joegoslavië en Italië (het verdrag werd getekend in 1975, echter pas omgezet in 1977).